# Cywilizacja (serial animowany)
Cywilizacja – serial animowany produkcji polskiej przy współpracy czeskiej. Opowiada o historii wynalazków i ich wpływie na postęp cywilizacyjny. Emitowany w latach 80. XX wieku w Wieczorynce. Od 3 grudnia 2016 r. był emitowany na kanale Metro TV w paśmie porannym.

## Twórcy
- Zdjęcia: Dorota Poraniewska
- Wygląd (tło): Zdzisław Kudła, Bronisław Zeman
- Muzyka: Marek Wilczyński
- Dźwięk: Otokar Balcy, Jan Kacian
- Montaż: Irena Hussar, Gaia Vítková, Jiřina Pěčová
- Produkcja: Studio Filmów Rysunkowych (Bielsko-Biała), Krátký Film Praha [Studio Bratři v Triku]

## Spis odcinków
1. Koło
2. Moda
3. Zboże
4. Ropa naftowa
5. Malarstwo
6. Elektryczność
7. Telefon
8. Architektura
9. Sport
10. Lotnictwo
11. Ogień
12. Para
13. Wiatr